# فهرست فرودگاه‌های تاسمانی
این مقاله شامل فرودگاه‌های تاسمانی در استرالیا است.

## فهرست فرودگاه‌ها
| مکان              | نام فرودگاه                  | نوع    | ایکائو | یاتا | مختصات                                                          |
| ----------------- | ---------------------------- | ------ | ------ | ---- | --------------------------------------------------------------- |
| Cambridge، هوبارت | Cambridge Aerodrome          | همگانی | YCBG   |      | ۴۲°۴۹′۳۶″ جنوبی ۱۴۷°۲۸′۳۰″ شرقی / ۴۲٫۸۲۶۶۷°جنوبی ۱۴۷٫۴۷۵۰۰°شرقی |
| Cambridge، هوبارت | فرودگاه بین‌المللی هوبارت     | همگانی | YMHB   | HBA  | ۴۲°۵۰′۱۲″ جنوبی ۱۴۷°۳۰′۳۶″ شرقی / ۴۲٫۸۳۶۶۷°جنوبی ۱۴۷٫۵۱۰۰۰°شرقی |
| Currie            | فرودگاه کینگ آیلند           | همگانی | YKII   | KNS  | ۳۹°۵۲′۳۹″ جنوبی ۱۴۳°۵۲′۴۲″ شرقی / ۳۹٫۸۷۷۵۰°جنوبی ۱۴۳٫۸۷۸۳۳°شرقی |
| Devonport         | فرودگاه دونپرت               | همگانی | YDPO   | DPO  | ۴۱°۱۰′۱۱″ جنوبی ۱۴۶°۲۵′۴۹″ شرقی / ۴۱٫۱۶۹۷۲°جنوبی ۱۴۶٫۴۳۰۲۸°شرقی |
| George Town       | فرودگاه جورج تاون (استرالیا) | خصوصی  | YGTO   | GEE  | ۴۱°۰۴′۴۸″ جنوبی ۱۴۶°۵۰′۲۴″ شرقی / ۴۱٫۰۸۰۰۰°جنوبی ۱۴۶٫۸۴۰۰۰°شرقی |
| Launceston        | فرودگاه لنسستن               | همگانی | YMLT   | LST  | ۴۱°۳۲′۴۲″ جنوبی ۱۴۷°۱۲′۵۴″ شرقی / ۴۱٫۵۴۵۰۰°جنوبی ۱۴۷٫۲۱۵۰۰°شرقی |
| Smithton          | فرودگاه اسمیستون             | همگانی | YSMI   | SIO  | ۴۰°۵۰′۰۶″ جنوبی ۱۴۵°۰۵′۰۰″ شرقی / ۴۰٫۸۳۵۰۰°جنوبی ۱۴۵٫۰۸۳۳۳°شرقی |
| St Helens         | فرودگاه سنت هلن              | همگانی | YSTH   | HLS  | ۴۱°۲۰′۱۲″ جنوبی ۱۴۸°۱۶′۵۴″ شرقی / ۴۱٫۳۳۶۶۷°جنوبی ۱۴۸٫۲۸۱۶۷°شرقی |
| Strahan           | فرودگاه استراهان             | همگانی | YSRN   | SRN  | ۴۲°۰۹′۲۰″ جنوبی ۱۴۵°۱۷′۲۹″ شرقی / ۴۲٫۱۵۵۵۶°جنوبی ۱۴۵٫۲۹۱۳۹°شرقی |
| Whitemark         | فرودگاه جزیره فلیندرز        | همگانی | YFLI   | FLS  | ۴۰°۰۵′۲۹″ جنوبی ۱۴۷°۵۹′۳۴″ شرقی / ۴۰٫۰۹۱۳۹°جنوبی ۱۴۷٫۹۹۲۷۸°شرقی |
| Wynyard           | فرودگاه برنی                 | همگانی | YWYY   | BWT  | ۴۰°۵۹′۵۶″ جنوبی ۱۴۵°۴۳′۵۲″ شرقی / ۴۰٫۹۹۸۸۹°جنوبی ۱۴۵٫۷۳۱۱۱°شرقی |